# Олег Тактаров
Олег Николајевич Тактаров (рус. Оле́г Никола́евич Такта́ров; 26. август 1967. године, Арзамас-16, Нижегородска област, РСФСР), руски је глумац, водитељ, ММА борац и продуцент.
Био је практикант самбоа и џудоа и такмичио се на Ultimate Fighting Championship и Прајд ФЦ  шампионатима. Освојио је UFC 6 турнир.
Најпознатији је по улогама у филмовима Председнички авион (1997), 15 минута славе (2001), Ролербол (2002), Лоши момци 2 (2003), Национално благо (2004), Пороци Мајамија (2006), Ноћ је наша (2007), Правично убиство (2008), Предатори (2010), Generation П (2011), Виј (2014), Братство лопова (2018), те серије Алијас (2003), Морнарички истражитељи (2008), видео игрица Battlefield 3.